# Węgierska Partia Sprawiedliwości i Życia
Węgierska Partia Sprawiedliwości i Życia (węg. Magyar Igazság és Élet Pártja, skrót MIÉP), w niektórych opracowaniach jako Węgierska Droga – węgierska skrajnie prawicowa partia polityczna, założona w 1993 roku przez Istvána Csurkę.
Podczas wyborów w 1998 roku partia zdobyła 5,5% głosów, dzięki czemu uzyskała 14 mandatów w parlamencie.
W 2005 roku MIÉP połączył siły z Ruchem na rzecz Lepszych Węgier, przez co w wyborach w 2006 obie partie startowały jako MIÉP-Jobbik Sojusz Partii Trzeciej Drogi (MIÉP-Jobbik a Harmadik Út pártszövetség).

## Poparcie
| Wybory | Poparcie | Zmiana punktów procentowych | Mandaty | Zmiana |
| ------ | -------- | --------------------------- | ------- | ------ |
| 1994   | 1,58%    | -                           | -       | -      |
| 1998   | 5,47%    | 3,89                        | 14      | 14     |
| 2002   | 4,37%    | 1,10                        | -       | 14     |
| 2006   | 2,20%    | 2,17                        | -       | -      |
| 2010   | 0,03%    | 2,17                        | -       | -      |

| Wybory | Poparcie | Zmiana punktów procentowych | Mandaty | Zmiana | L. miejsc dla Węgier |
| ------ | -------- | --------------------------- | ------- | ------ | -------------------- |
| 2004   | 2,35%    | -                           | -       | -      | -                    |